# Protestas electorales en Serbia de 2023-2024
Las protestas por las elecciones en Serbia de 2023 fueron una serie de protestas masivas sucedidas en diciembre del 2023, en Belgrado, la capital de Serbia, después de las elecciones parlamentarias y de la Asamblea Municipal de Belgrado el 17 de diciembre. Las protestas fueron organizadas por la coalición Serbia Contra la Violencia (SPN), que pidió la anulación de los resultados electorales.
Según observadores y organizaciones no gubernamentales, la jornada electoral estuvo marcada por un fraude electoral. Esto llevó al SPN a organizar protestas que comenzaron el 18 de diciembre. Desde entonces, siete representantes del SPN iniciaron una huelga de hambre, exigiendo la anulación de los resultados electorales. El 24 de diciembre se produjo un intento fallido de entrar violentamente en el edificio de la Asamblea Municipal de Belgrado. El motín resultó en el arresto de 38 manifestantes.

## Antecedentes
Una coalición populista encabezada por el Partido Progresista Serbio (SNS) llegó al poder después de las elecciones parlamentarias de 2012, junto con el Partido Socialista de Serbia (SPS).  En mayo de 2023 se produjo un tiroteo en una escuela en el distrito de Vračar, en Belgrado, capital de Serbia, y un asesinato en masa en las aldeas de Dubona, Mladenovac y Malo Orašje, en Smederevo. Las protestas masivas, denominadas Serbia contra la violencia, comenzaron poco después de los tiroteos.  Estas protestas duraron hasta noviembre del 2023.
En medio de las protestas, los partidos de oposición que organizaban las protestas formaron la coalición Serbia Contra la Violencia para las elecciones parlamentarias, provinciales de Vojvodina y de la Asamblea de la ciudad de Belgrado, que estaban programadas para el 17 de diciembre del 2023.  Las elecciones del 17 de diciembre estuvieron marcadas por un fraude electoral, según los informes. de quienes supervisaron las elecciones, incluidas las organizaciones CeSID, CRTA y Kreni-Promeni. La Oficina de Instituciones Democráticas y Derechos Humanos concluyó que el SNS tenía una "ventaja sistemática que creó condiciones injustas en las elecciones" y que Aleksandar Vučić, presidente de Serbia, dominó en gran medida la campaña electoral, a pesar de no ser candidato en ella. Stefan Schennach [Delaware], jefe de la delegación de la Asamblea Parlamentaria del Consejo de Europa que supervisó las elecciones, dijo que "las elecciones no fueron justas" y que "la victoria en Belgrado le fue robada a la oposición". Vučić y SNS negaron todas las acusaciones de fraude electoral. Ana Brnabić, primera ministra de Serbia, acusó a la oposición y al CRTA de "desestabilizar Serbia y su orden constitucional".

## Cronología

### Primera semana
La primera protesta fue organizada por el SPN frente al edificio de la Comisión Electoral de la República (RIK) el 18 de diciembre. En la protesta, el SPN anunció que rechazaría los resultados electorales de la Asamblea de la ciudad de Belgrado, citando irregularidades que tuvieron lugar durante las elecciones, al tiempo que exigió la anulación de los resultados electorales y la "limpieza" y actualización de la lista de votantes. Marinika Tepić y Miroslav Aleksić, los principales representantes del SPN, anunciaron que iniciarían una huelga de hambre hasta que se aceptaran sus demandas; Aleksić, sin embargo, anunció más tarde que realizaría un "ayuno estricto" en lugar de una huelga de hambre. Tepić continuó su huelga de hambre dentro del edificio del RIK. La protesta se encontró con algunos incidentes; Un grupo de manifestantes que se reunieron en la protesta arrojaron huevos, tomates y papel higiénico al edificio del RIK. Miladin Kovačević, director de la Oficina de Estadísticas de la República, también fue agredido físicamente por un manifestante. La policía protegió fuertemente el edificio durante la protesta.
El SPN siguió organizando protestas frente al edificio del RIK; A ellos también se unió la organización Estudiantes Contra la Violencia, que pasó a llamarse Lucha (Borba) en medio de las protestas. A la segunda protesta también asistieron la ex rectora de la Universidad de Belgrado Ivanka Popović, el juez Miodrag Majić y los actores Svetlana Bojković y Dragan Bjelogrlić, quienes iniciaron ProGlas durante la campaña electoral de 2023, para aumentar la participación en las elecciones.  En la tercera protesta, celebrada el 20 de diciembre, el SPN amplió sus demandas pidiendo la anulación de todas las elecciones celebradas el 17 de diciembre. Los miembros de la Asamblea Nacional de Serbia Jelena Milošević y Danijela Grujić iniciaron su huelga de hambre en la protesta del 21 de diciembre. En la misma protesta, representantes del SPN pidieron a la Unión Europea que no acepte los resultados y realice una investigación internacional. Además de la protesta en Belgrado, el 22 de diciembre también hubo una protesta en Niš. Janko Veselinović y Željko Veselinović también iniciaron su huelga de hambre el 22 de diciembre.  En la protesta del día después, Branko Miljuš y Dušan Nikezić, elegidos para la Asamblea Nacional en las elecciones de 2023 en nombre del SPN, también iniciaron su huelga de hambre.
Según el Archivo de Reuniones Públicas, presidido por el periodista Aleksandar Gubaš, a la protesta del 24 de diciembre asistieron aproximadamente 7.100 manifestantes; Vučić afirmó que sólo 2.490 manifestantes estuvieron presentes en la protesta. La protesta fue anunciada por Aleksić dos días antes debido a la fecha límite para la anulación de los resultados electorales.  La protesta comenzó de nuevo frente al edificio del RIK, donde pronunciaron sus discursos Tepić, Aleksić, Srđan Milivojević y Aleksandar Jovanović Ćuta.Aleksić pidió a los manifestantes que rodearan el edificio de la Asamblea Municipal de Belgrado, mientras que Vladimir Obradović, miembro del Consejo Temporal de Belgrado, y otros concejales entrarían al edificio para pronunciar un discurso desde un balcón dentro del edificio. Sin embargo, el edificio estaba armado por dentro con la policía y la gendarmería, que no permitieron a Obradović, Aleksić y Milivojević entrar al edificio.
Un grupo de manifestantes provocó un motín en la protesta e intentaron entrar violentamente al edificio. En respuesta al intento de ingresar al edificio de la Asamblea Municipal de Belgrado, Vučić emitió una declaración urgente, diciendo que se trataba de un intento de derrocar al gobierno. La brutalidad policial se vio más tarde en la protesta. La policía y la gendarmería atacaron a los manifestantes y utilizaron gases lacrimógenos, gas pimienta y porras. Entre los representantes de la oposición, Ćuta fue golpeado con gases lacrimógenos, mientras que Radomir Lazović y Željko Vagić, presidente de la junta directiva del Partido Libertad y Justicia (SSP), en el Grocka, municipio de Belgrado, fueron atacados por la gendarmería. Aleksandar Šapić, presidente del Consejo Temporal de Belgrado y exalcalde de Belgrado, dio una conferencia de prensa en el interior del edificio de la Asamblea de la ciudad una vez finalizada la protesta.
Dragan Đilas, presidente del SSP, afirmó que los alborotadores fueron enviados por un grupo de criminales convictos Đorđe Prelić; Đilas también alegó que Šapić tenía conexiones con Prelić, aunque Šapić lo negó. El jefe de la administración de policía, Ivica Ivković, acusó al SPN de estar detrás de los disturbios. Ivković informó que 38 manifestantes fueron arrestados y el Ministerio del Interior informó que 7 policías resultaron heridos.

## Reacciones
Las protestas fueron fuertemente criticadas por Rusia. Dmitri Peskov, el secretario de prensa de Vladímir Putin, acusó a las potencias extranjeras de organizar las protestas en Belgrado, mientras que María Zajárova, portavoz del Ministerio de Asuntos Exteriores de Rusia, acusó a "Occidente de prender fuego a una situación política ya bastante tensa". en Serbia". Brnabić agradeció al Servicio Federal de Seguridad de Rusia por proporcionar información al gobierno de Serbia.  Después de la reunión de Vučić con el embajador ruso Alexander Bocan Harchenko el 25 de diciembre, Bocan Harchenko dijo que Vučić le informó que "la incitación a los disturbios procedía de Occidente".